# Kirche Osterwald (Garbsen)

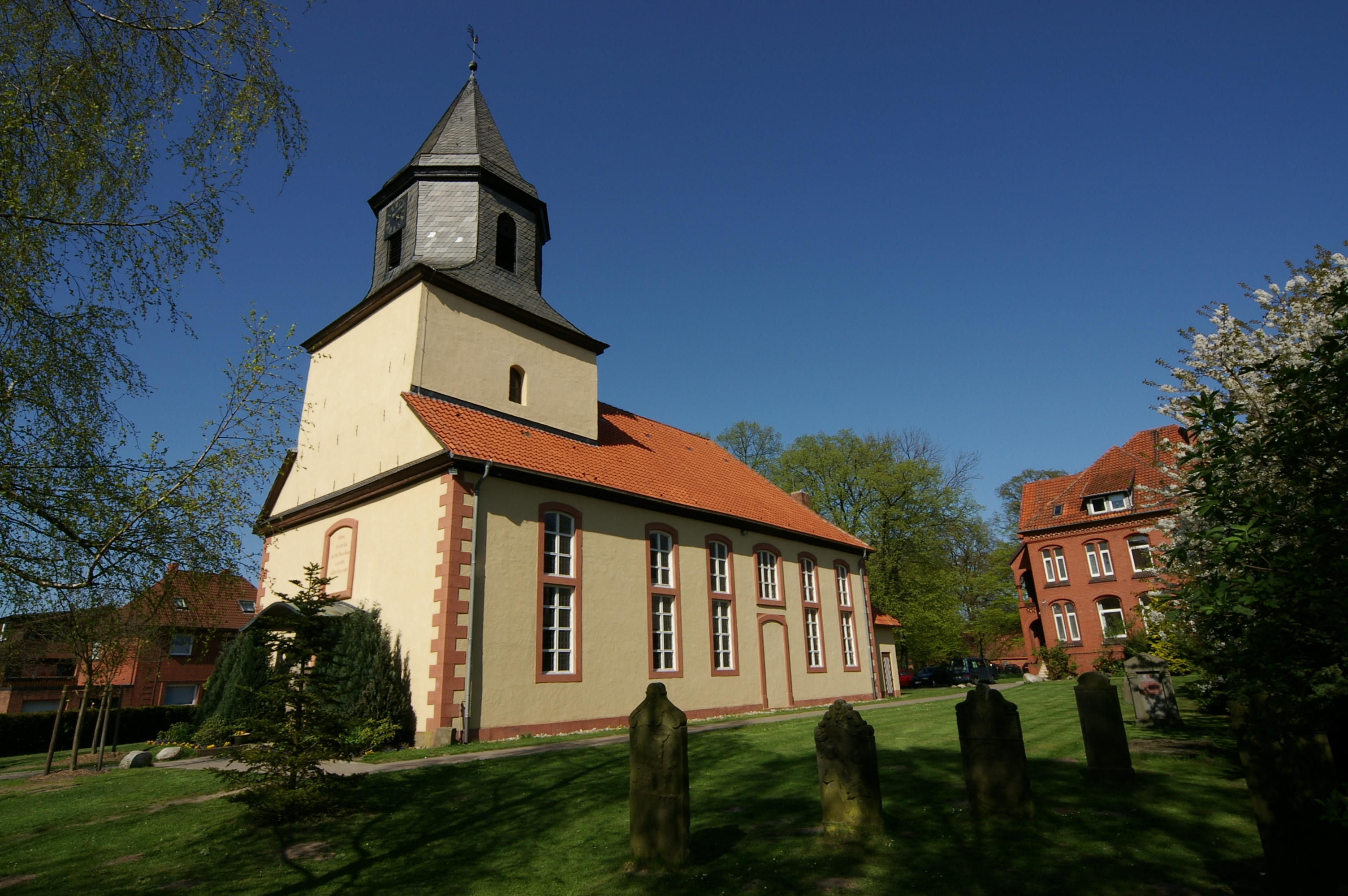
Kirche Osterwald

Die evangelisch-lutherische Kirche Osterwald steht in Osterwald Oberende, einem Stadtteil von Garbsen in der Region Hannover von Niedersachsen. Die Kirchengemeinde gehört zum Stadtkirchenverband Hannover im Sprengel Hannover der Evangelisch-lutherischen Landeskirche Hannovers.

## Geschichte
Die erste Kirche an diesem Standort, eine Holzkirche, wurde bereits im 12. Jahrhundert errichtet. Ein Brand im Jahr 1387 zerstörte diese Kirche. Sie wurde aus Feldsteinen wieder aufgebaut. Die nächste Kirche wurde im gotischen Baustil aus Backsteinen mit einem Kirchturm aus Holzfachwerk in der ersten Hälfte des 13. Jahrhunderts gebaut. Im September 1737 wurde der wacklige Turm abgerissen und Ende des Jahres wurde der Grundstein für den barocken Neubau gelegt. Am 22. August 1738 wurde das Richtfest gefeiert. Am ersten Weihnachtstag des Jahres 1738 fand der erste Gottesdienst statt, mangels Geld vorerst mit Schulbänken und ohne Altar. Die Kirchenbänke, die Priechen und der Kanzelaltar wurden erst mehrere Jahre später fertiggestellt.

## Beschreibung
Die Saalkirche ist bis auf die Ecksteine und die Laibungen der segmentbogigen Fenster, die in Sandstein ausgeführt sind, verputzt. Sie hat im Westen einen quadratischen Dachturm, dessen achtseitiger, schiefergedeckter Aufsatz mit einem Zeltdach bedeckt ist. An das Kirchenschiff schließt sich im Osten ein eingezogener Chor an, an den nach Süden die Sakristei angebaut ist. Der Innenraum hat eine U-förmige Empore. Zur Kirchenausstattung gehören ein  Kanzelaltar von 1744, das sechseckige Taufbecken von 1654 und ein Opferstock von 1671.